# KooKoo
KooKoo – fiński klub hokejowy z siedzibą w Kouvola, występujący w rozgrywkach Liiga.
Drużyna występowała w rozgrywkach drugiej klasy Mestis do 2015. W 2015 została przyjęta do elitarnych rozgrywek Liiga.

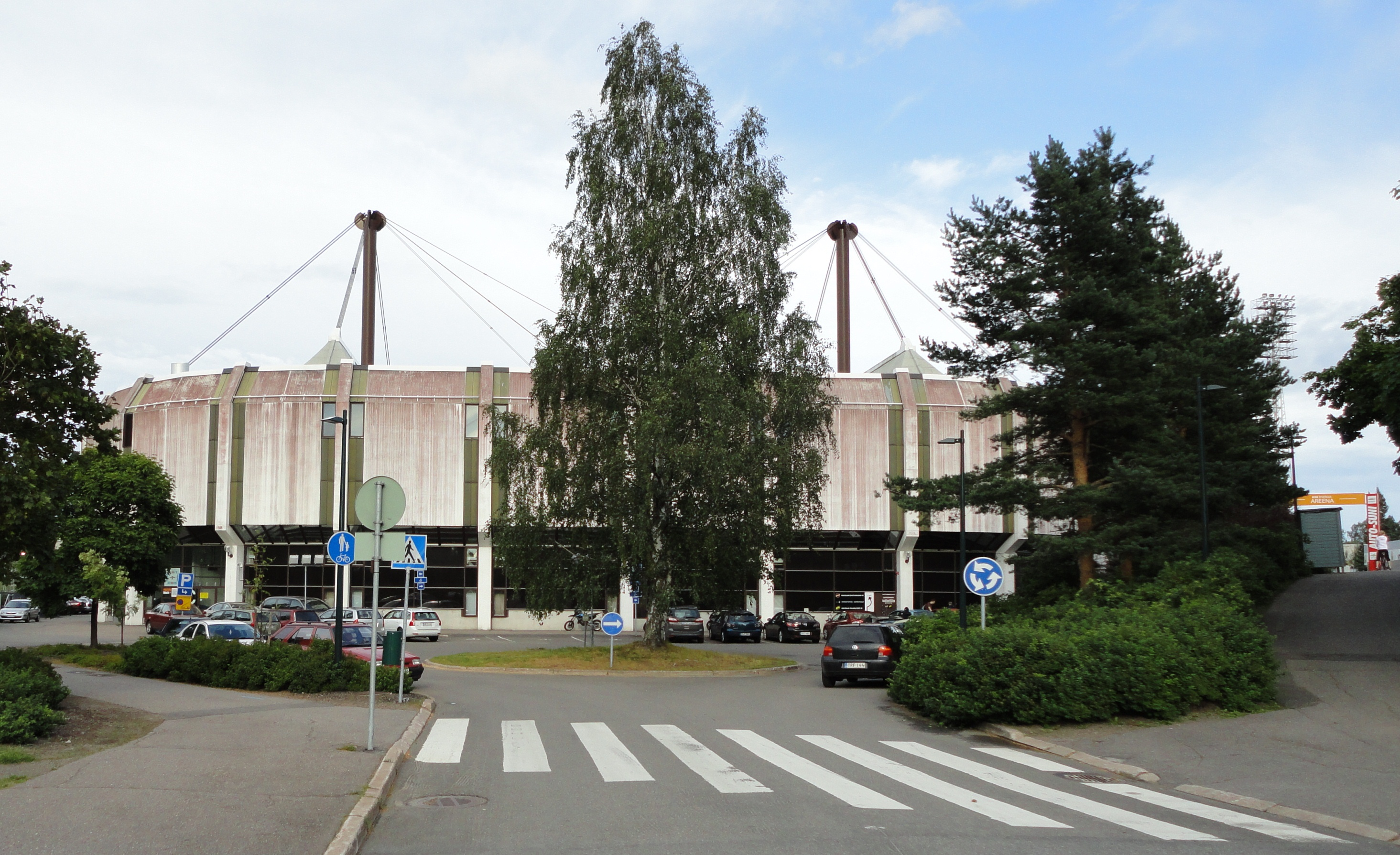
Lodowisko klubu

## Sukcesy
- Srebrny medal Mestis: 2002, 2013, 2015
- Brązowy medal Mestis: 2003, 2010, 2012
- Złoty medal Mestis: 2014
- Złoty medal I-divisioona: 1987

## Zawodnicy
Zastrzeżone numery
- 36 – Mikko Outinen
- 81 – Timo Nurmberg